# Митіно (Торжоцький район)
Митіно (рос. Митино) — присілок в Торжоцькому районі Тверської області Російської Федерації.
Населення становить 532 особи. Входить до складу муніципального утворення Будовське сільське поселення.

## Історія
Від 2005 року входить до складу муніципального утворення Будовське сільське поселення.

## Населення
| 1859 | 2002 | 2008 | 2010 |
| ---- | ---- | ---- | ---- |
| 58   | ↗567 | ↗589 | ↘532 |